# Hoplitis robusta
Hoplitis robusta là một loài Hymenoptera trong họ Megachilidae. Loài này được Nylander mô tả khoa học năm 1848.

## Hình ảnh

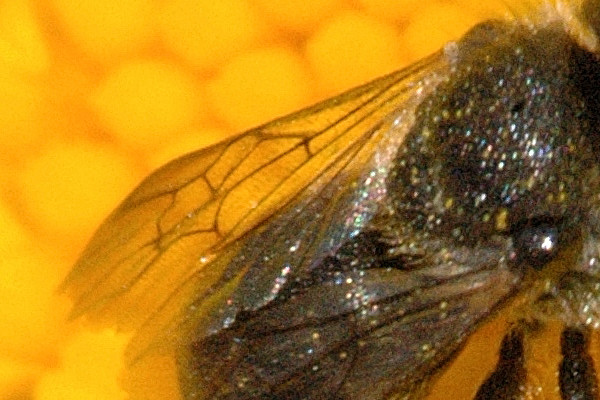